# Oumra

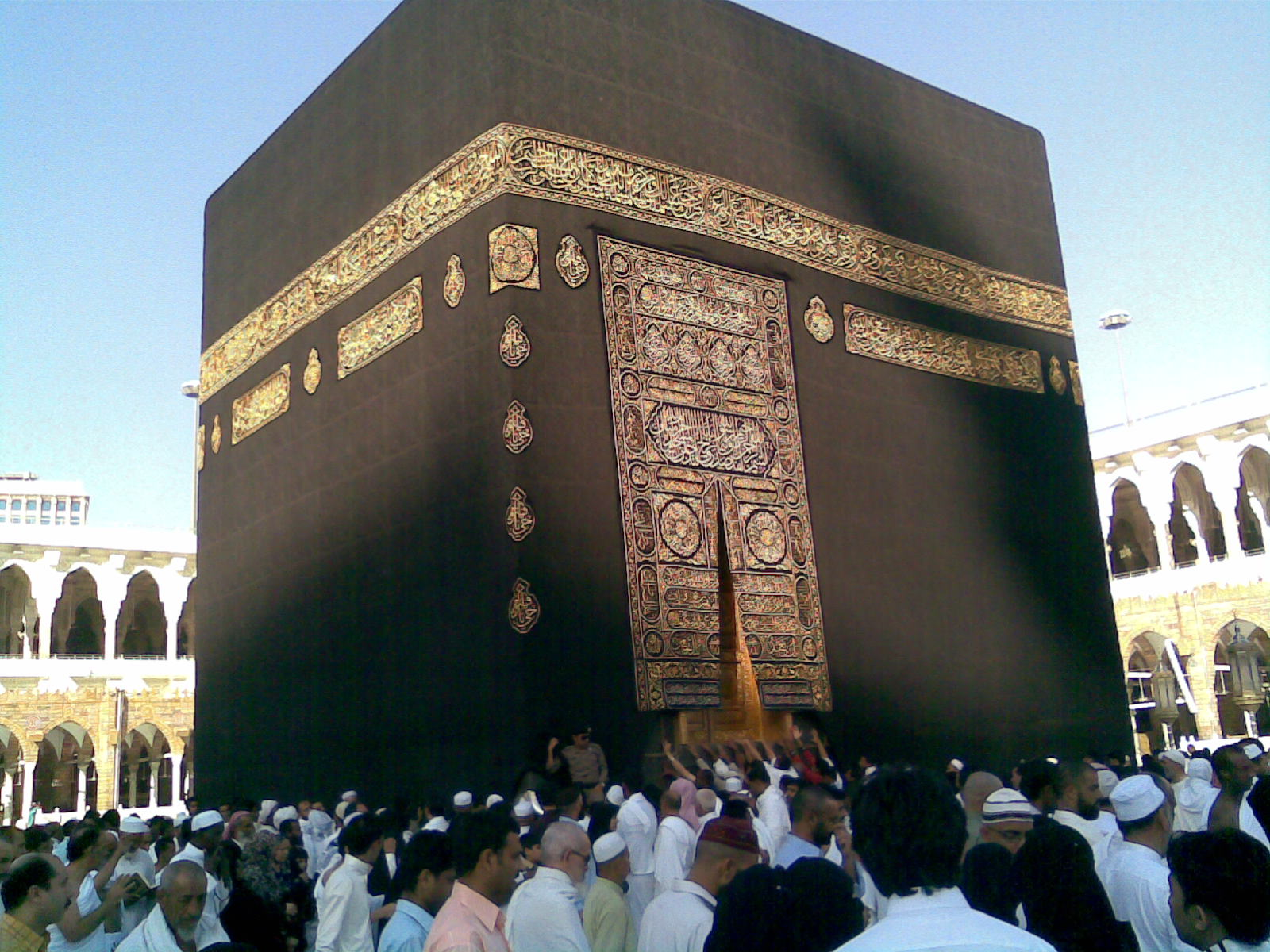
Des personnes de confession musulmane, marchant autour de la Kaaba, une étape du pèlerinage de l'oumra.

Dans l'islam, la omra ou umra (arabe : ʿumra, عُمْرة, petit pèlerinage) est une forme de pèlerinage à la ville sainte de La Mecque (Arabie saoudite). Elle n'est généralement pas considérée comme une obligation religieuse contrairement au hajj.

## Historique
La oumra était avant l'islam un rituel mecquois de demande de pluie autour du bétyle de la Kaaba dans l'enceinte de la ville, avec sacrifice à al-Marwa[réf. souhaitée]. Après la mort de Mahomet, ce pèlerinage est unifié au hajj.[réf. souhaitée]

## Prescriptions dans l'islam
Contrairement au grand pèlerinage (hajj) qui ne peut se faire que pendant le dernier mois de l'année musulmane (arabe : ḏū al-ḥijja, ذو الحِجّة, celui du pèlerinage), la oumra peut se faire tous les mois de l'année. Il est recommandé de le faire pendant le mois de ramadan.
La oumra n'est pas une obligation et se fait souvent en même temps que le hajj.

## Organisation actuelle
Pour effectuer une oumra, il faut désormais passer par une organisation agréée par le ministère saoudien du Hajj. Il est désormais possible pour une femme de l’effectuer seule.